# Аблятифов, Руслан Муратович
Руслан Муратович Аблятифов (род. 12 августа 1991 года, Чимкент) — казахстанский фристайлист, мастер спорта международного класса Республики Казахстан.

## Биография
Руслан Муратович Аблятифов живёт и тренируется в Шымкенте у своего отца — М. Ш. Аблятифова.
С 1998 года занимался акробатикой на батуте, в 2007 году перешёл во фристайл.
На зимней Азиаде-2011 в Алматы выиграл бронзу в акробатике